# Sebastiano Ayala
Sebastiano Ayala, né le 28 février 1744 à Castrogiovanni et mort le 29 décembre 1817 à Vienne, est un jésuite et philosophe italien.

## Biographie
Issu d’une famille noble de Castrogiovanni en Sicile, Sebastiano Ayala naît le 28 février 1744, et fut reçu dans la Compagnie de Jésus le 12 mai 1759. Lorsque les Jésuites sont bannis de la Sicile, Ayala se réfugie en Autriche ; il demeure dans le Collège Thérésien en 1772. Par la suite, la république de Raguse le nomme légat à Vienne. 

## Œuvres
- Lettera apologetica della persona e del regno di Pietro il Grande contro le grossolane calunnie di Mirabeau.
- De la liberté et de l’égalité des hommes et des citoyens avec des considérations sur quelques nouveaux dogmes politiques, Vienne, chez Ignace Alberti, 1792, in-8°, pp. XVI-411, sans les lim. et la table. – Pavie, 1793, Baltazar Comino, in-8°. Cet ouvrage eut trois traductions italiennes, l’une d’elles est due au prince Francesco Ruspoli : Della libertà e della uguaglianza degli uomini e de’ cittadini con riflessioni sopra alcuni nuovi dommi politici, Opera del Sig. conte d’Ayala fedelmente tradotta dal francese. Nuova edizione di Pavia perfettamente conforme alla prima di Vienna d’Austria. Torino, 1793, presso i Librai Gaetano Orgeas e figli e Francesco Prato, in-8°, pp. 130 pour 230. Des deux autres traductions italiennes, l’une parut à Vienne, et la seconde dans le Milanais. Cet ouvrage fut traduit aussi en allemand : Über Frey-und Gleichheit d. Mensch und Bürg. aus dem Französischen. Wien, 1793, in-8°.
- Opere postume del Sig. Ab. Metastasio date alla luce dall’Ab. Conte d’Ayala. In Vienna, dalla stamperia Alberti, 1795, in-4°, in-8° ou in-12, 3 vol.
- Vita di Metastasio. In Vienna, dalla stamperia Alberti, 1803.
- La Bibliothèque britannique donne quelques observations d'Ayala sur une dissertation, dans laquelle on attribue à Martin Behaim de Nuremberg la découvrete de l’Amérique avant Christophe Colomb.